# Masacre de Pirovano
Masacre de Pirovano es el nombre dado a los sucesos ocurridos el 6 de febrero de 1905, en la estación del sur de la provincia de Buenos Aires que lleva ese nombre. La Masacre de Pirovano debe enmarcarse dentro de la revolución radical de dicho año, y supuso el comienzo del ascenso definitivo de Hipólito Yrigoyen dentro de la política nacional.

## Los sucesos
Durante la noche del 3 al 4 de febrero, un grupo integrado por civiles y militares de extracción radical, tomó la ciudad de Bahía Blanca en la que había un importante destacamento militar. La toma de esta ciudad era esencial para los planes de Yrigoyen, quien planeaba utilizar los regimientos que en ella había como apoyo para la toma de la Capital Federal. Dada la importancia que esta operación tendría para garantizar el triunfo de la revuelta, se decidió comenzarla con antelación, para evitar de esta manera la reacción de las tropas leales. Se tomaron con facilidad los regimientos 2.ª y 6.ª de Infantería, alejando a balazos a los jefes que intentaron frenar la insurgencia. Al enterarse de los hechos de Bahía Blanca, el destacamento de Ingeniero White también se declaró en favor de la causa radical y emitiendo un pronunciamiento en favor de los sublevados. [cita requerida]Hacia las 6 de la mañana del sábado día 4, las tropas reunidas comienzan su marcha hacia Buenos Aires en vagones del Ferrocarril del Sud.
La expedición estaba al mando del Mayor Aníbal Villamayor y contaba con el apoyo de destacados civiles de la región, entre los que se encontraban el ingeniero Germán Kuhr, Alejandro Moreno, Valentín Vergara, Cornelio y Agustín Baca, Luis Roque Gondra y el director del periódico "La Nueva Provincia" D. Enrique Julio. La marcha de la columna se vio retrasada constantemente por las acciones de las fuerzas policiales de la región, que hostilizaban a la expedición en cada pueblo que esta atravesaba. A pesar de ello, en cada uno de estos pueblos más y más hombres se iban sumando a la columna de Villamayor. 
A lo largo de los días 4 y 5, la revolución fracasa en su intento de tomar la capital, por lo que inmediatamente el gobierno federal se hace con el control de la situación. Uno a uno los focos revolucionarios van siendo aniquilados, hasta que el único que queda es la columna de Bahía Blanca. El lunes 6 por la mañana, la expedición Villamayor llega a la estación Pirovano. Para ese momento la situación es insostenible y los principales dirigentes deciden iniciar negociaciones con las fuerzas leales al gobierno que se enviaron desde La Plata para reprimirlos. Cuando estas deliberaciones estaban terminando, parte de la tropa de Villamayor, enfurecida con sus oficiales que habían impedido con rigor cometer atropellos contra las propiedades que fueron atravesando en su marcha, abren fuego contra oficiales sublevados, matando a ocho civiles y dos militares e hiriendo de gravedad a otros quince. Villamayor, quien no se encontraba presente en el momento, se entregaría unos días después a las autoridades de la localidad de Veinticinco de Mayo, presentando evidentes muestras de desconsuelo por lo ocurrido.

## Consecuencias
La Masacre de Pirovano, manchó de sangre los levantamientos populares contra el régimen roquista y sería el último de los levantamientos radicales. Los principales involucrados en la revolución de 1905 fueron encarcelados en el presidio de Ushuaia, donde cumplieron su condena hasta que se declaró la amnistía. Sin embargo, su principal ideólogo, Hipólito Yrigoyen, se mantuvo en libertad al no poder demostrarse su vinculación con el fallido alzamiento. La lucha del radicalismo tomaría a partir de este momento la forma del abstencionismo hasta conseguir llegar al poder. A partir de este momento la figura de Yrigoyen se agigantaría hasta convertirse en el principal dirigente político del país.
- Datos: Q6005181